# 화로자리 은하단
화로자리 은하단(Fornax cluster of galaxies)은 화로자리에 있는 은하단이다. 중심 은하는 NGC 1399이며, 화로자리 남동쪽으로 에리다누스자리와의 경계선 부근에 모여있는 은하단이다. 아래 사진의 북동쪽의 은하는 NGC 1365이며, 막대나선은하이다. 58개의 은하가 모여 있다. 적경과 적위는 다음과 같다:
- 적경 : 3h 38.5m
- 적위 : -35° 27′
- 밝기 : +9.9

## 같이 보기
- 머리털자리 은하단
- 직각자자리 은하단
- 처녀자리 은하단
- NGC 1365